# Amalia Lindegren
Amalia Lindegren (Estocolmo, 22 de mayo de 1814 - ibídem, 27 de diciembre de 1891) fue una pintora sueca y miembro de la Real Academia Sueca de las Artes (1856).

## Biografía
Amalia Lindegren nació en Estocolmo. A la edad de tres murió su madre y fue enviada a un orfanato. Fue adoptada por la viuda de su supuesto padre biológico, Benjamin Sandel. Tuvo una infancia humillante en la que era utilizada para pedir la caridad a las clases altas. Esta etapa de su vida se vería reflejada en sus últimas obras, con cuadros que mostraban a niñas pequeñas de expresión triste. 
Su estilo hizo que el artista y profesor de arte Carl Gustaf Qvarnström (1810-1867) la aceptara en la Real Academia Sueca de las Artes en 1849, y en 1850 Lindegren sería la primera mujer en recibir una beca de arte de la academia para ir a estudiar a París, donde estuvo viviendo hasta el año 1856. En París fue estudiante de Léon Cogniet y Ange Tissier. También asistió a la Academia de Bellas Artes de Düsseldorf y de Múnich, y visitó Roma en 1854 a 1855, antes de regresar a Suecia en 1856.
Murió en Estocolmo.

### Artista
A Lindegren se la suele asociar con la escuela pictórica de Düsseldorf. Realizó retratos y cuadros de género, y se inspiró en artistas como Adolph Tidemand, Hans Gude y Per Nordenberg, además de en el estilo alemán de la época. Envió un cuadro a su casa desde sus estudios en París: una escena sobre el consumo de alcohol que representaba, según la Academia, «un tema inusual para una mujer». Además, aquella «escena [...] no muestra indicios de haber sido realizada por una soltera». 
Como retratista, Amalia Lindegren fue reconocida por su talento para la observación. Además, sus cuadros de Dalarna, junto con sus obras sentimentales de niñas pequeñas tristes, fueron muy populares. Lillans sista bädd ("La última cama de la pequeña") fue expuesto en París en 1867, en Filadelfia en 1876 y en Chicago en 1893.

### Reconocimientos
Amalia Lindegren recibió el título agré (agreerad) en 1853 y en 1856 fue nombrada miembro de la Real Academia Sueca de las Artes. Fue miembro honoraria de la Sociedad Británica de Mujeres Artistas (Society of Women Artists) en Londres y recibió el galardón Litteris et Artibus.

## Galería

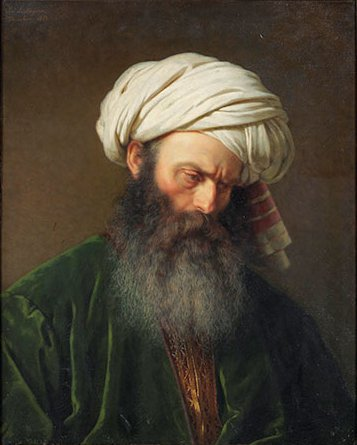
Estudio de un hombre con atuendo turco, 1854.
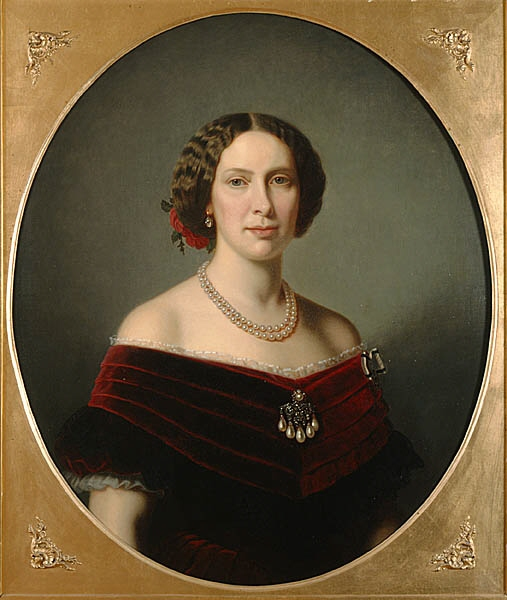
Lovisa (Vilhelmina Fredrika Alexandra Anna Lovisa) (1828-1871), 1859.
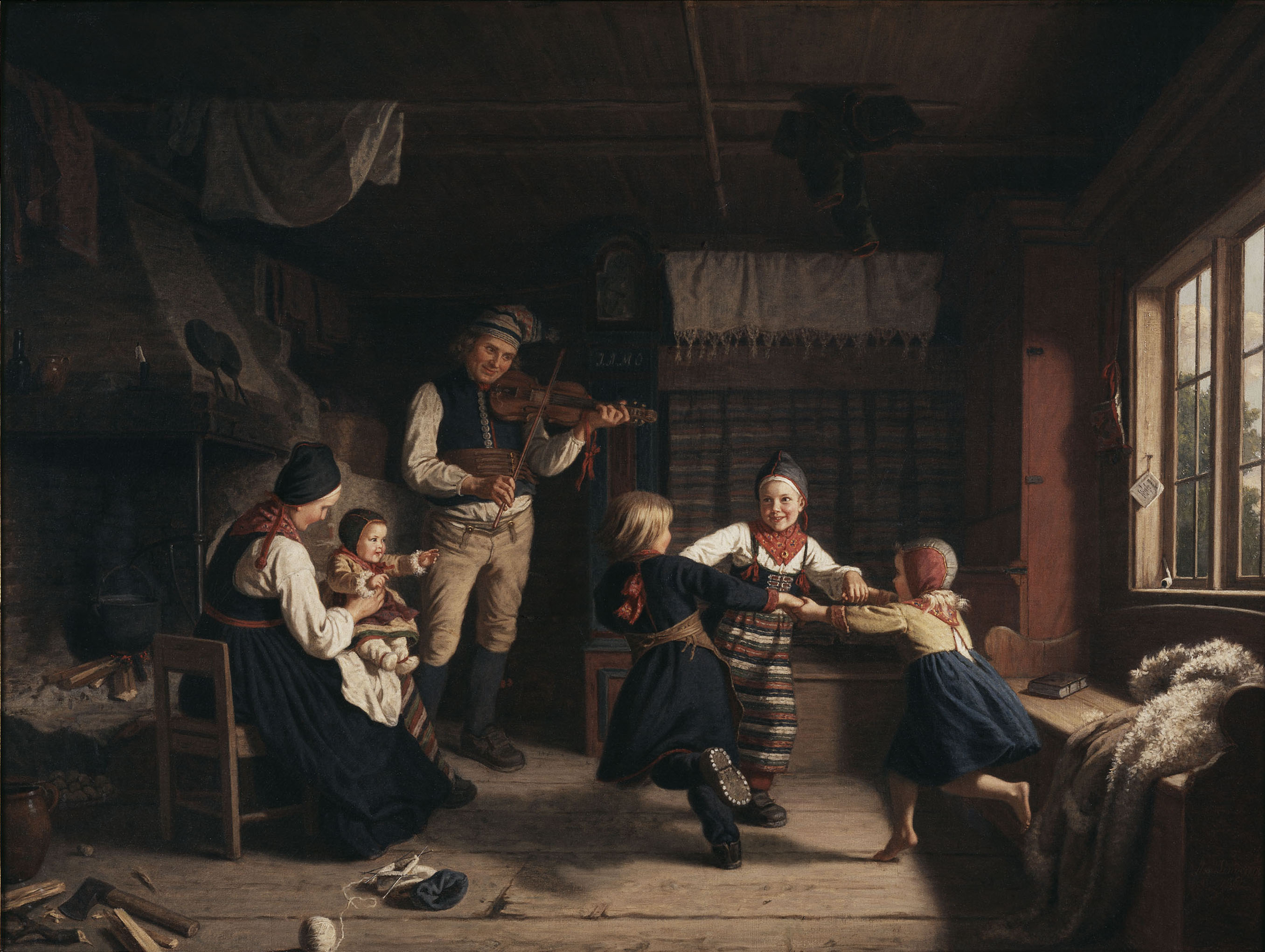
Söndagsafton i en dalstuga ("Domingo por la noche en un dalstuga"), 1860.
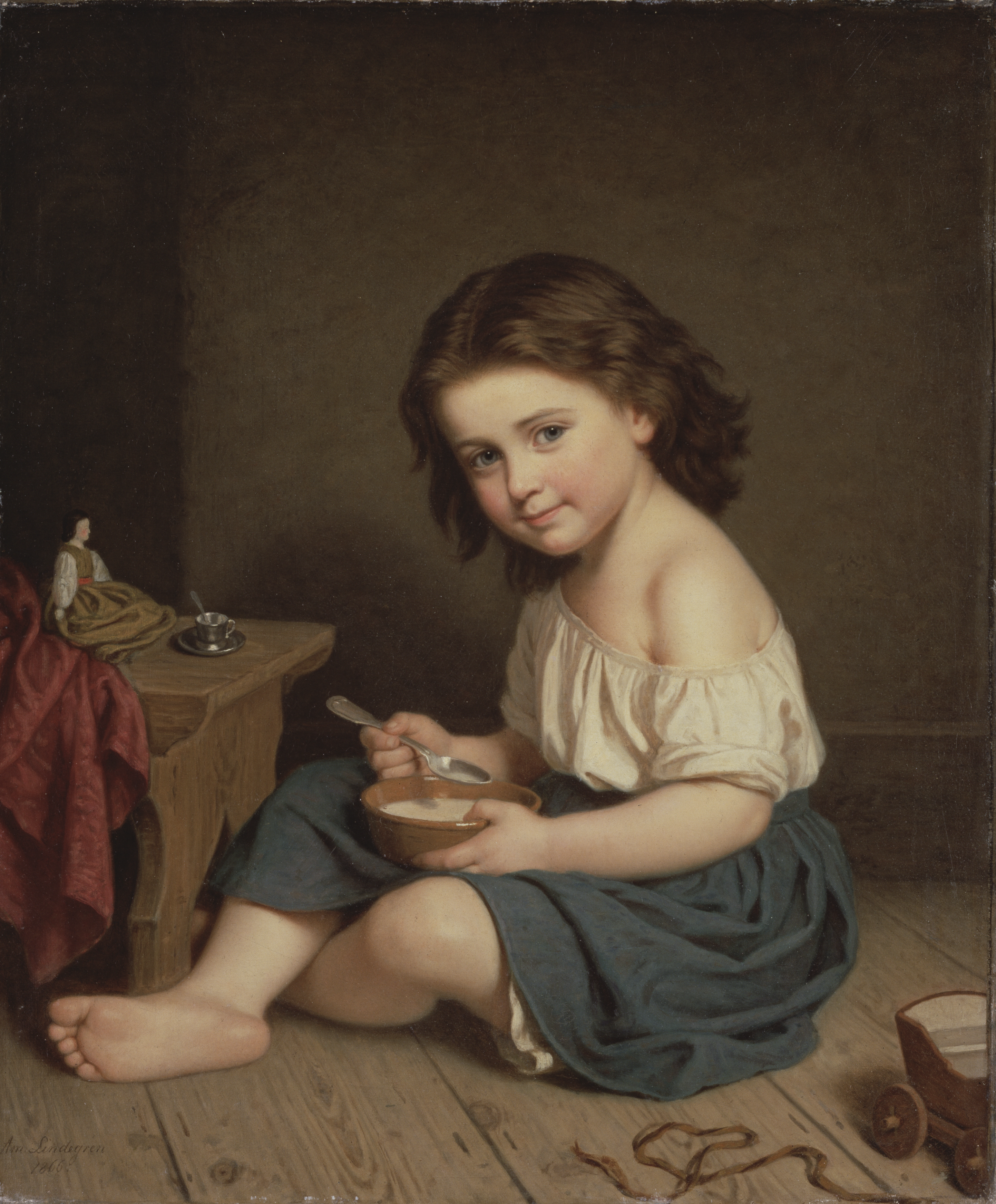
Frukosten ("El desayuno"), 1866.
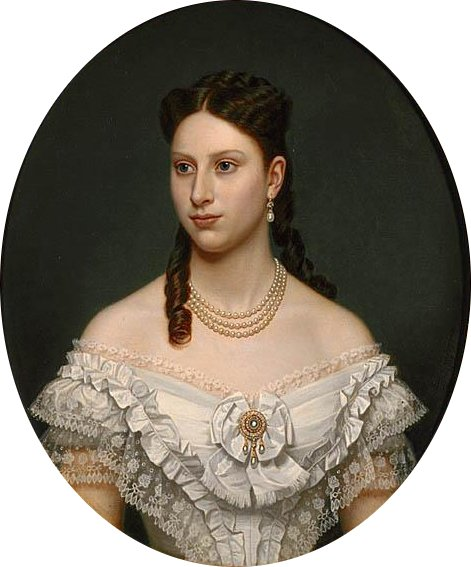
Luisa de Suecia (1851-1926), retrato, 1873.
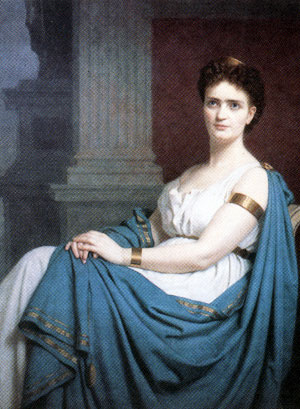
Signe Hebbe (1837-1925), circa 1890.
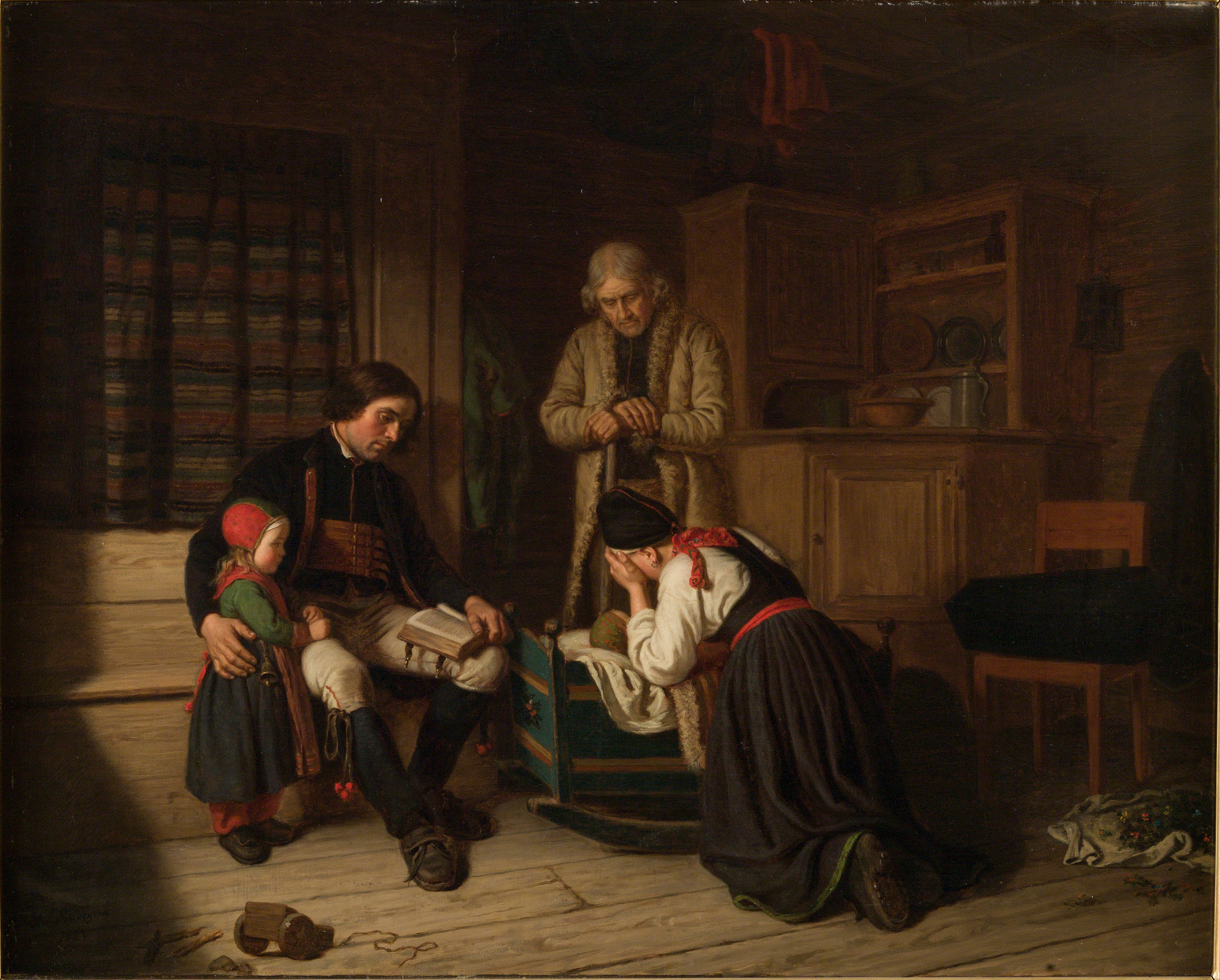
Lillans sista bädd ("La última cama de la pequeña").
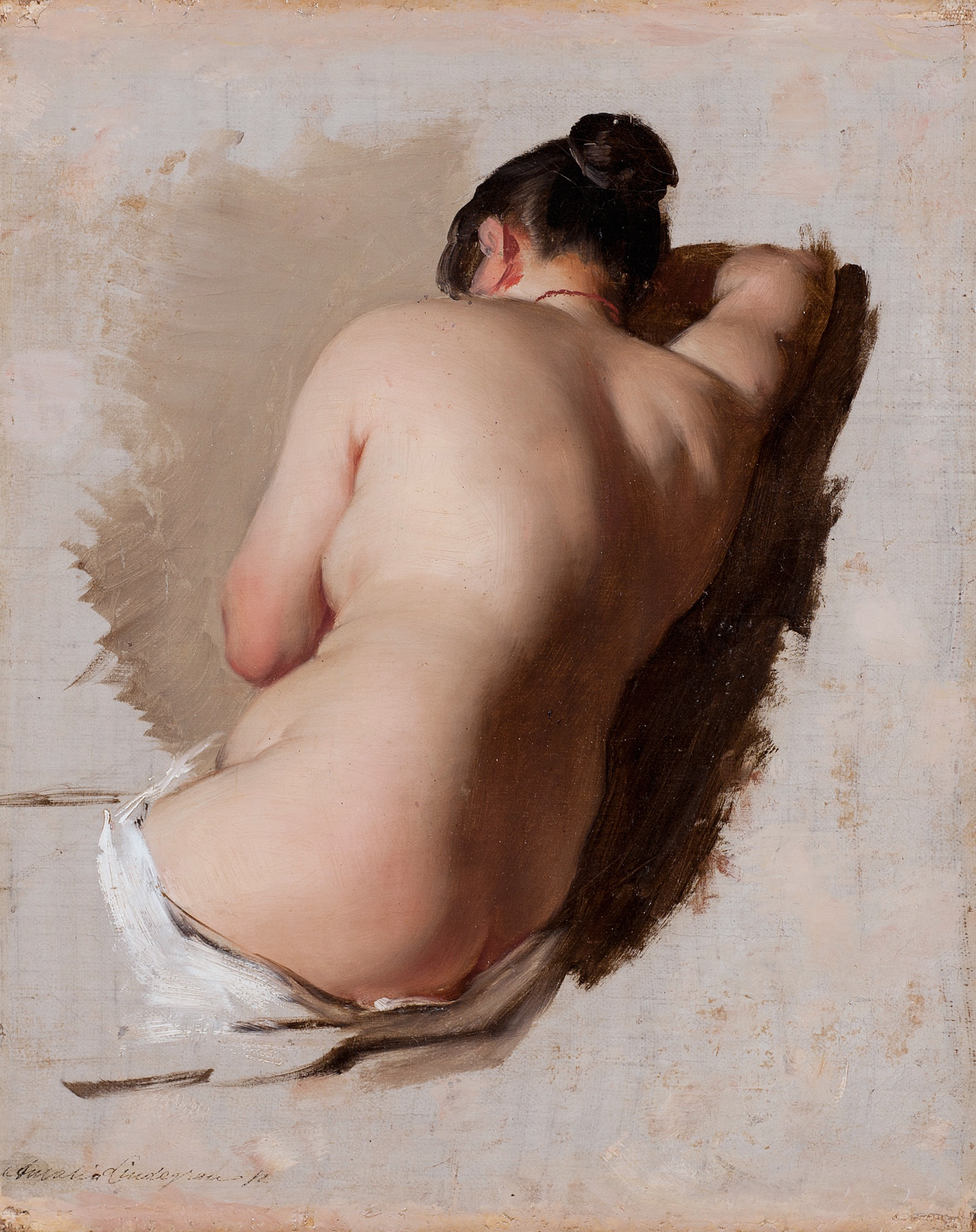
Estudio de una modelo.
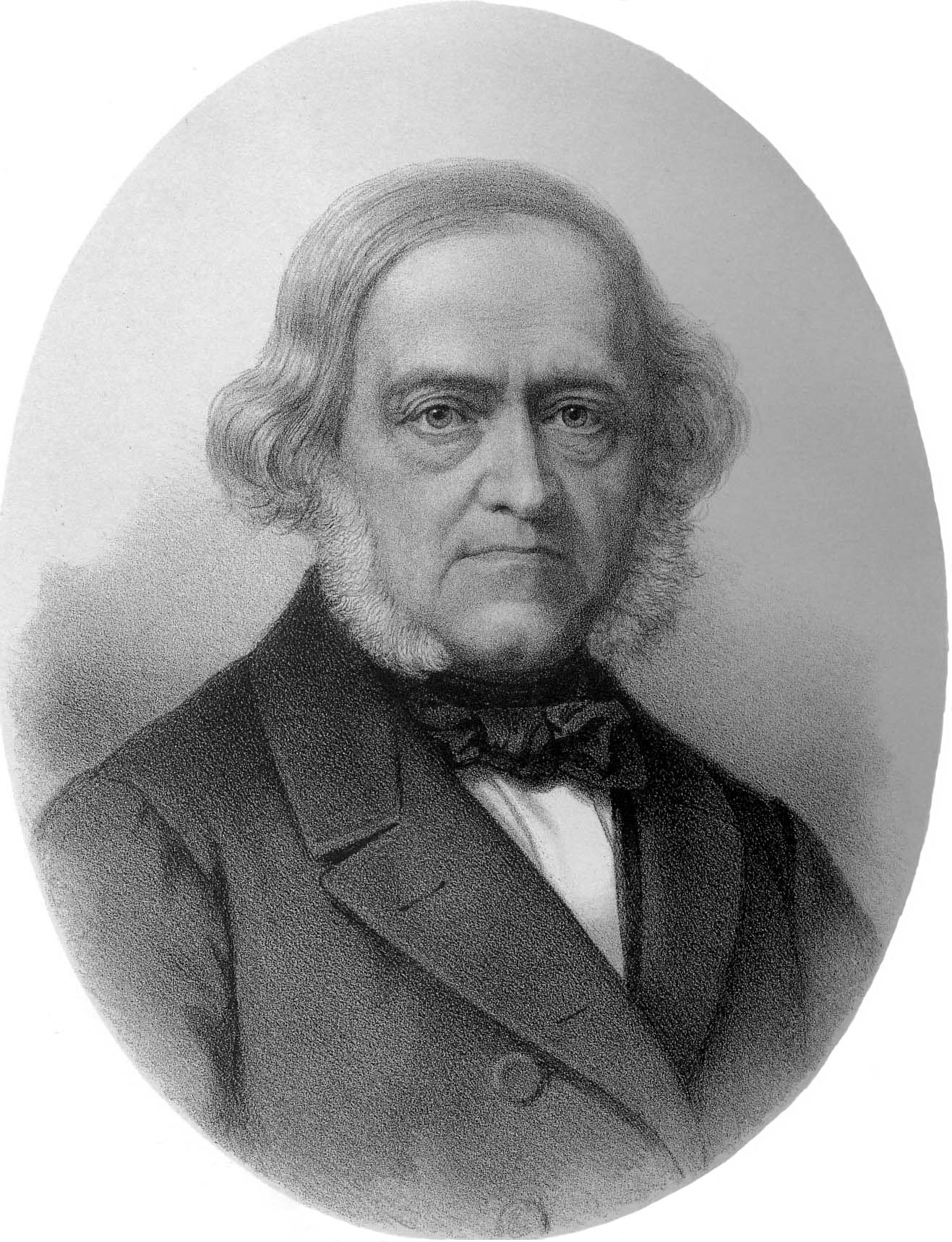
Jacob Nils Tersmede (1795-1867), retrato.
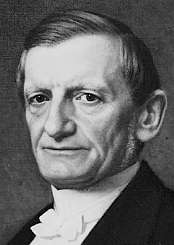
Arvid Posse (1820-1901), retrato.